# Walleralm (Wilder Kaiser)
Die Walleralm ist eine Alm auf 1170 m ü. A. Höhe am Fuß des Zettenkaiserkopfes, einem Vorgipfel des Zettenkaisers. Man kann sie mit dem Mountainbike und zu Fuß vom Hintersteiner See bei Scheffau am Wilden Kaiser aus auf einer Forststraße leicht und schnell erreichen. Die Alm bietet einen Panoramablick vom Kitzbüheler Horn über die Hohe Salve bis ins Inntal, im Hintergrund sind die Gletscher der Hohen Tauern zu sehen.

## Bewirtschaftung
Das von der Familie Eberwein aus Scheffau am Wilden Kaiser betriebene Berggasthaus Walleralm liegt auf 1170 m im Naturschutzgebiet Wilder Kaiser und verfügt über Übernachtungsmöglichkeiten für bis zu 20 Personen.
Die Alm und das Gasthaus sind nur in den Sommermonaten bewirtschaftet.
Wenige Meter unterhalb des Berggasthauses Walleralm liegt die ebenfalls bewirtschaftete Stöfflhütte.